# Солунско примирие
Солунското примирие е подписано на 29 септември 1918 година между Царство България и Антантата, представлявани от Андрей Ляпчев и генерал Луи Франше д'Еспере, за спиране на военните действия помежду им.
България трябва да демобилизира армията си, да се изтегли от заетите територии, да понесе частична военна окупация. Войските на запад от меридиана на Скопие – около 100 000 души, остават в плен на Антантата. Германските и австро-унгарските части трябва да напуснат страната.
Със Солунското примирие България излиза от Първата световна война и на практика се лишава от шансовете си за национално обединение. След това страната понася втора национална катастрофа, утвърдена с Ньойския договор. В същото време с него е предотвратена окупацията на страната от сръбски и гръцки войски. През 2019 г. историкът Румен Иванов пише, че с подписването на това примирие приключва историята на суверенната Трета Българска държава, след което България се превръща в обект на политиката на Великите сили и затъва във вътрешни студени и горещи конфликти, а обществото ѝ е заразено с нихилистични идеологии.